# Ectopoglossus
Ectopoglossus – rodzaj płazów bezogonowych z podrodziny Hyloxalinae w rodzinie drzewołazowatych (Dendrobatidae).

## Zasięg występowania
Rodzaj obejmuje gatunki występujące od północno-zachodniego Ekwadoru do środkowej Panamy.

## Systematyka

### Etymologia
Ectopoglossus: gr. εκτοπος ektopos „oddalony”, od εκ- ek- „poza”; τοπος topos „miejsce, okolica”; γλωσσα glōssa „język”.

### Podział systematyczny
Do rodzaju należą następujące gatunki:
- Ectopoglossus absconditus Grant, Rada, Anganoy-Criollo, Batista, Dias, Jeckel, Machado & Rueda-Almonacid, 2017
- Ectopoglossus astralogaster (Myers, Ibáñez, Grant & Jaramillo, 2012)
- Ectopoglossus atopoglossus (Grant, Humphrey & Myers, 1997)
- Ectopoglossus confusus (Myers & Grant, 2009)
- Ectopoglossus isthminus (Myers, Ibáñez, Grant & Jaramillo, 2012)
- Ectopoglossus lacrimosus (Myers, 1991)
- Ectopoglossus saxatilis Grant, Rada, Anganoy-Criollo, Batista, Dias, Jeckel, Machado & Rueda-Almonacid, 2017